# Baryceros microgaster
Baryceros microgaster är en stekelart som först beskrevs av Henry Lorenz Viereck 1912.  Baryceros microgaster ingår i släktet Baryceros och familjen brokparasitsteklar. Inga underarter finns listade.